# 特羅茨巴赫河
51°39′28.907″N 8°13′9.984″E / 51.65802972°N 8.21944000°E

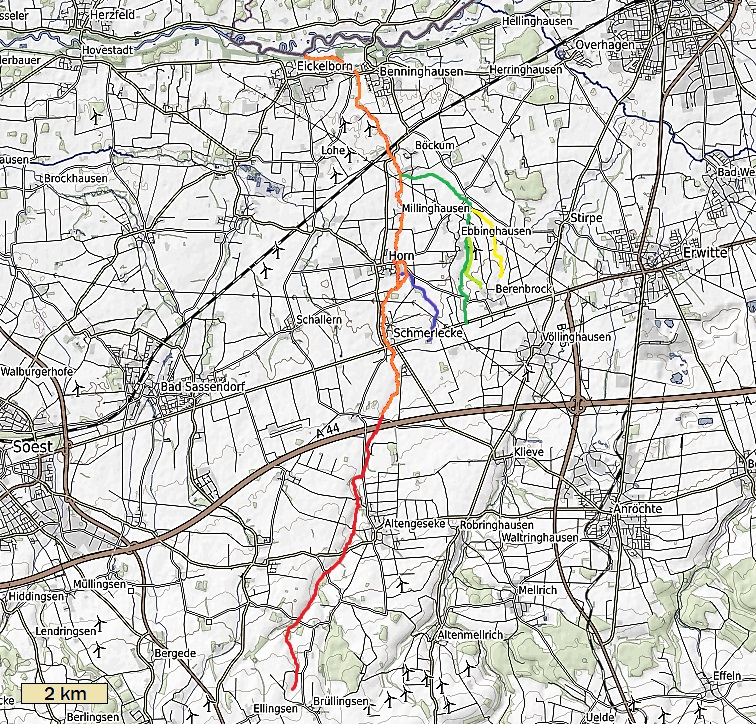
特羅茨巴赫河位置圖（橙色線）

特羅茨巴赫河（德語：Trotzbach），是德國的河流，位於該國西部，處於北萊茵-威斯特法倫州，屬於利珀河的左支流，河道全長20.9公里，流域面積54.7平方公里。